# 수쥬
《수쥬》(蘇州河, Suzhou River)는 독일에서 제작된 로예 감독의 2000년 멜로/로맨스 영화이다. 이 영화는 중국의 현대 도시 생활의 문제를 다루고 있다. 저우쉰 등이 주연으로 출연하였고 내안 등이 제작에 참여하였다.

## 출연

### 주연
- 저우쉰
- 자훙성

### 조연
- 내안
- 요안렴
- 화중개

## 기타
- 출품인: 로예
- 프로듀서: 오영림
- 조명: 침명화
- 조연출: 모소예
- 녹음: 서패군
- 녹음: 적립신
- 음향편집: 적립신
- 미술: 이탁예
- 분장: 왕학민
- 의상: 장리방
- 의상: 이위